# David Wechsler
David Wechsler (Lespezi, 12 gennaio 1896 – New York, 12 maggio 1981) è stato uno psicologo rumeno naturalizzato statunitense.

## Biografia

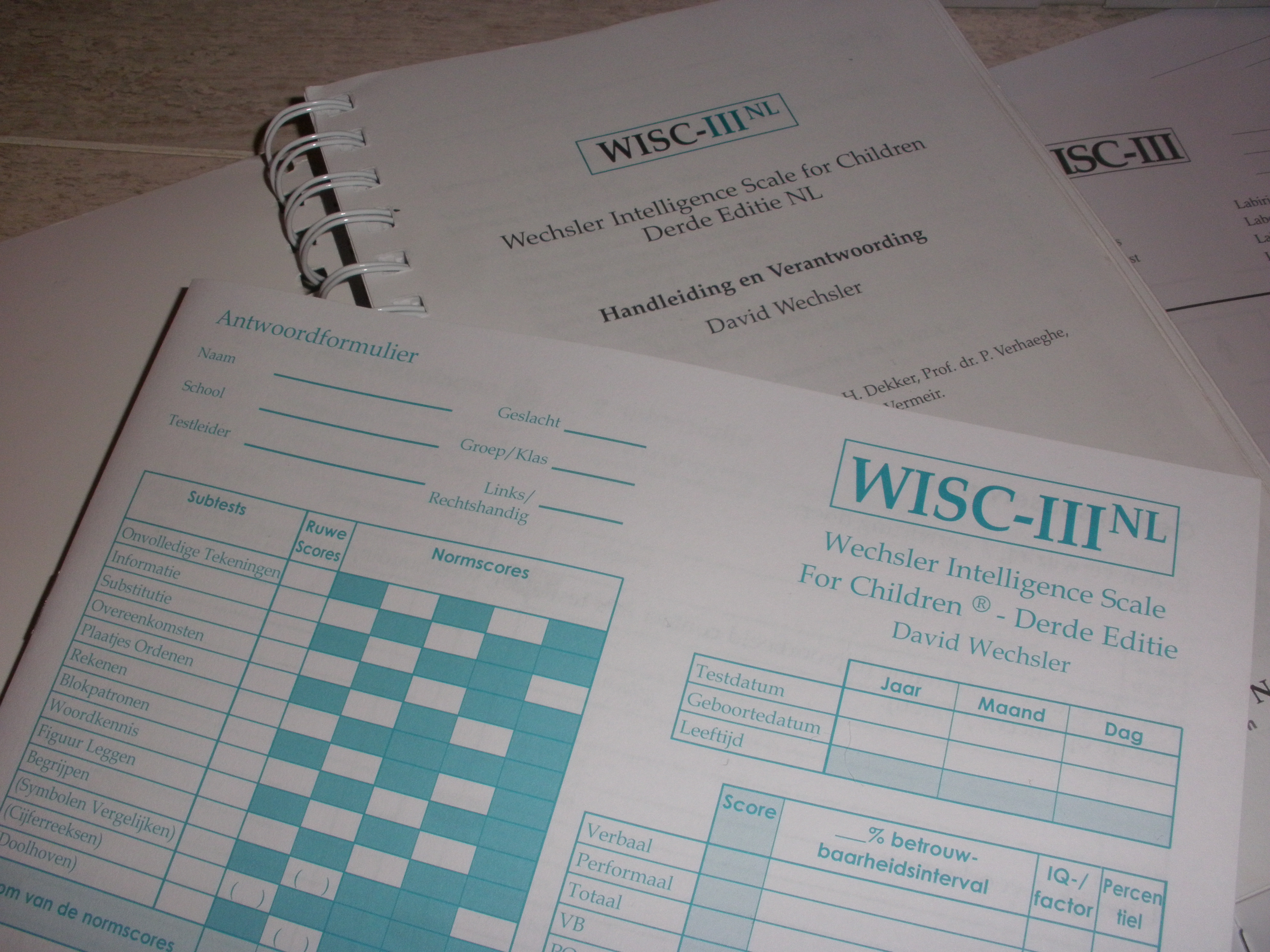
Una pagina del test di intelligenza per bambini WISC

Nato in Romania in una famiglia di origine ebrea, è emigrato negli Stati Uniti da ragazzo con la famiglia. Si è laureato nel 1917 alla Columbia University. Successivamente è stato primario di psicologia al Bellevue Psychiatric Hospital di New York a partire dagli anni '30 e professore di psicologia all'Università di Medicina nella stessa città tra il 1933 ed il 1967. Suo è uno dei test di intelligenza più diffusi, la Bellevue-Weschsler Scale, elaborata nella seconda metà degli anni '30. Da questo test è stato elaborato il Wechsler Adult Intelligence Scale (WAIS), la Wechsler Intelligence Scale for Children (WISC) e la Wechsler preschool and primary scale of intelligence (WPPSI). Nel corso della sua carriera ha studiato anche il declino delle capacità mentali con l'avanzare dell'età.